# سيمون مان
سيمون مان (بالإنجليزية: Simon Mann)‏ (26 يونيو 1952 – 8 مايو 2025) هو مرتزق وضابط جنوب أفريقي وبريطاني، ولد في 26 يونيو 1952 في ألدرشوت في المملكة المتحدة.
في 7 مارس/آذار 2004، زُعم أن مان قاد محاولة الانقلاب في غينيا الاستوائية عام 2004. ثم ألقت شرطة جمهورية زيمبابوي القبض عليه في مطار هراري الدولي. مع 64 مرتزقًا آخرين. قضى مان ثلاث سنوات من عقوبته بالسجن أربع سنوات في زيمبابوي، وأقل من عامين من عقوبته بالسجن 34+1⁄3 عامًا في غينيا الاستوائية.

## وصلات خارجية
- سيمون مان على موقع IMDb (الإنجليزية)
- سيمون مان على موقع الموسوعة البريطانية (الإنجليزية)
- سيمون مان على موقع إن إن دي بي (الإنجليزية)
- سيمون مان على موقع قاعدة بيانات الفيلم (الإنجليزية)